# 銀嶺の覇者
『銀嶺の覇者』 (Ritchie Blackmore's Rainbow) は、1975年7月にリッチー・ブラックモアズ・レインボーの名義で発表された、レインボーのデビュー・アルバム。

## 概要

### 経緯
1974年7月、第3期ディープ・パープルに在籍していたリッチー・ブラックモアは新作アルバムの制作に際して、ソウル・ミュージックやファンキー・ミュージックの要素がより多く持ち込まれることに不満を抱いた。彼はクォーターマスが1970年に発表したデビュー・アルバムで取り上げた「ブラック・シープ・オブ・ザ・ファミリー」を録音することを提案したが、他のメンバーはオリジナル作品に執着して彼の提案に反対した。彼は次第にディープ・パープルでの活動に対して意欲を失っていった。
ディープ・パープルの新作『嵐の使者』は9月に完成して12月に発表された。一方ブラックモアは、数年前からディープ・パープルの前座を務めていた「エルフ」のボーカリストであるロニー・ジェイムス・ディオを起用して、「ブラック・シープ・オブ・ザ・ファミリー」をソロ・シングルとして発表することにした。ディープ・パープルは11月中旬から約一か月間、エルフを前座にアメリカ・ツアーを行なったので、彼はツアーに参加しながらディオと「16世紀のグリーンスリーブス」を共作し、終了直前にフロリダのスタジオでディオ、エルフのミッキー・リー・ソウル（キーボード）、クレイグ・グルーバー（ベース）、ゲイリー・ドリスコール（ドラムス）と「ブラック・シープ・オブ・ザ・ファミリー／16世紀のグリーンスリーブス」を完成させた。彼は出来が予想以上に良いと感じて、録音したテイクを利用しアルバムを完成させ、ディープ・パープルを脱退してディオ達と新しいバンドを結成することを決意した。
彼は1975年2月20日から3月14日まで、ミュンヘンのミュージックランド・スタジオでディオ達と本作の録音を行なった。終了後、ディープ・パープルのヨーロッパ・ツアーに参加して、4月7日のパリ公演を最後に脱退した。
8月、本作がリッチー・ブラックモアズ・レインボーの同名デビュー・アルバムとして発表された。

### 内容
全9曲の収録曲のうち、7曲がブラックモアとディオの共作。
「スティル・アイム・サッド」はジェフ・ベック在籍当時のヤードバーズの楽曲で、1965年に「いたずらっ娘」とのカップリングで両A面シングルとして発表された。本作ではインストゥルメンタルとして取り上げられた。

## 収録曲
1. 銀嶺の覇者 Man on the Silver Mountain - 4:42
2. 自画像 Self Portrait - 3:17
3. 黒い羊（ブラック・シープ・オブ・ザ・ファミリー[8]） Black Sheep of the Family[注釈 5] - 3:22
4. 虹をつかもう Catch the Rainbow - 6:27
5. へび使い Snake Charmer - 4:33
6. 王様の神殿 The Temple of the King - 4:45
7. もしもロックがきらいなら If You Don't Like Rock 'n' Roll - 2:38
8. 16世紀のグリーンスリーヴス Sixteenth Century Greensleeves - 3:31
9. スティル・アイム・サッド Still I'm Sad[注釈 6] - 3:51

※ LP盤ではトラック1-4がA面、トラック5-9がB面に収録されていた。
※ 注釈なき楽曲はブラックモアとディオの共作。

## メンバー
- ロニー・ジェイムス・ディオ - ボーカル
- リッチー・ブラックモア - ギター
- ミッキー・リー・ソウル - キーボード
- クレイグ・グルーバー - ベース
- ゲイリー・ドリスコール - ドラムス
- ショシャーナ - バックコーラス

## カバー
Man on the Silver Mountain
- ポール・ギルバート - インストゥルメンタル・トリビュート・アルバム『The Dio Album』（2023年）に収録[9]。

## その後
本作発表後、ブラックモアはディオ以外のメンバーを一新することに決めて、ソウル、グルーバー、ドリスコールを次々に解雇していった。